# Dlouhokřídlí
Dlouhokřídlí (Charadriiformes) je početný řád různě velkých ptáků, kteří jsou většinou spojováni se sladkovodním a mořským vodním prostředím, avšak osidlují rozmanitá stanoviště – některé druhy žijí na otevřeném moři, jiné u moře, v močálech, pouštích a pár druhů obývá husté lesy. Vyskytují se na celém světě včetně Arktidy a Antarktidy. 

## Charakteristika
Vzhledem k extrémně různorodým biotopům, které dlouhokřídlí obývají, a jejich adaptacím na ně, je hledání společných znaků dlouhokřídlých omezeno na několik anatomických detailů lebky. Po pěvcích jsou dlouhokřídlí nejrozmanitějším řádem ptáků s nejméně 390 druhy.
Živí se převážně bezobratlými nebo jinými drobnými živočichy. Některé druhy alkovitých požírají hlavně ryby. Zatímco některé druhy jsou tažné, jiné žijí usedavě. Jedni z rekordních dálkových migrantů patří právě mezi dlouhokřídlé (rybák dlouhoocasý, břehouš rudý). Váha dlouhokřídlých se pohybuje mezi 25–2000 g, velikost mezi 12 až 75 cm.
Křídla mají většinou 11 letek, 10. letka bývá nejdelší. Většinou je přítomno 12 rýdovacích per. Krky dlouhokřídlých bývají dlouhé s 15–16 krčními obratli. Nohy bývají tenké a dlouhé. Zadní prst je typicky malý nebo nepřítomný, u ostnákovitých je extrémně prodloužený. K pelichání typicky dochází dvakrát ročně, někteří ostnákovití a alkovití během pelichání ztrácí schopnost letu. Mláďata bývají nekrmivá (prekociální) a nidifugní (hnízdo opouští krátce po narození). Většinou nejsou příliš závislá na rodičích (i zde se najdou výjimky, jako u pobřežníka, jehož mláďata zůstávají na hnízdě a vyžadují výkrm rodiči i po tahu). Ptáčata se rodí obalena prachovým peřím, které bývá skvrnité či proužkované, aby co nejlépe splynulo s okolním prostředím.

## Systematika

### Evoluce
Evoluční počátky dlouhokřídlých nejsou dost dobře vyjasněny, což zapříčiňuje hlavně nedostatek fosilních nálezů. Fragmentární pozůstatky malých kostí prvních ptáků, které připomínají dlouhokřídlé, je navíc problematické zařadit do konkrétní skupiny ptáků. Nejstarší fosilie, které lze bezpečně považovat za dlouhokřídlé, pocházejí z raného eocénu, tedy z doby před asi 50–55 miliony lety. Genetická studie z roku 2022 umisťuje původ dlouhokřídlých do středního paleocénu, tedy přibližně do doby před 60 miliony lety.

### Tradiční rozdělení

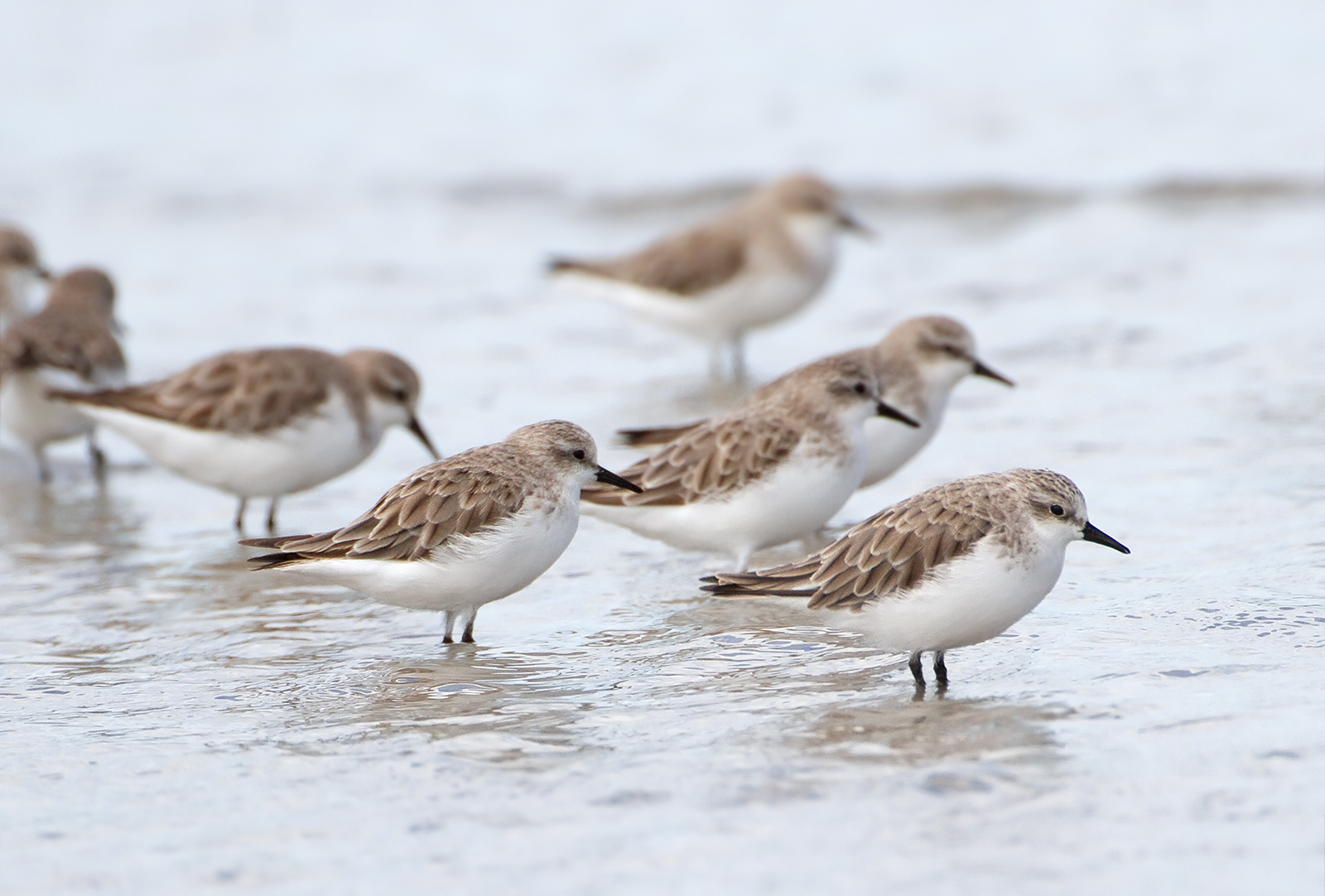
Skupinka jespáků rudokrkých (Austrálie)

Charadriiformes, vědecký název pro dlouhokřídlé, dříve označoval řád bahňáků. Současný řád dlouhokřídlých vznikl sloučením původních dlouhokřídlých (Lariformes), alek (Alciformes) a bahňáků (Charadriiformes). Tedy nově vzniklá skupina používá vědecký název jednoho původního řádu a český druhého, čímž občas vznikají omyly.
Řád se tradičně rozděloval do následujících podřádů:
- bahňáci (Charadrii)
- racci (Lari)
- alky (Alcae)

### Moderní rozdělení
Poslední výzkumy fylogeneze dlouhokřídlých, založené na analýze mitochondriální a jaderné DNA, prokazují monofyletický původ této skupiny. V moderním pojetí se dlouhokřídlí dělí na tři výrazně geneticky odlišené klady s následujícími čeleděmi:
- Lari
  - perepelovití (Turnicidae) (někdy též považováni za samostatný podřád Turnici[8])
  - pobřežníkovití (Dromadidae)
  - ouhorlíkovití (Glareolidae)
  - rackovití  (Laridae)
  - chaluhovití (Stercorariidae)
  - alkovití (Alcidae)
- Scolopaci
  - slučicovití  (Rostratulidae)
  - ostnákovití  (Jacanidae)
  - dropíkovití  (Pedionomidae)
  - písečníkovití (Thinocoridae)
  - slukovití  (Scolopacidae)
- Charadrii
  - dytíkovití  (Burhinidae)
  - Pluvianellidae
  - štítonosovití  (Chionidae)
  - Pluvianidae
  - kulíkovití  (Charadriidae)
  - tenkozobcovití  (Recurvirostridae)
  - srpatkovití  (Ibidorhynchidae)
  - ústřičníkovití  (Haematopodidae)